# Cseregalagonya
A cseregalagonya vagy kétbibés galagonya (Crataegus laevigata) a rózsafélék (Rosaceae) családjába tartozó Crataegus nemzetség Kárpát-medencében is őshonos faja.

## Jellemzők
Kis fa, vagy cserje, amely a 10 m magasságot is elérheti. Egész Európában elterjedt, sűrű bokor, amelyet gyakran használnak élősövény kialakítására. 1–6 cm hosszúságú Levelei fényeszöld színűek. Ötszirmú, fehér vagy rózsaszín virágai áprilistól júniusig nyílnak. Áltermése (csontáralma) ősszel, amikor megérik, vörös színű lesz.

## Alfajok, változatok

### C. laevigatasubsp.laevigata
A levél legfeljebb 3,5 cm hosszú, a levélfonák érzugai nem szőrösek. A csészelevél olyan széles, mint amilyen hosszú. A termés többé-kevésbé gömb alakú.

### C. laevigatasubsp.palmstrushii
A levél nagyobb, legfeljebb 5 cm hosszú, a levélfonák érzugai szőrösek. A csésze hosszabb a szélességénél, a termés megnyúlt gömb alakú.

### C. laevigata'Paul's Scarlet'

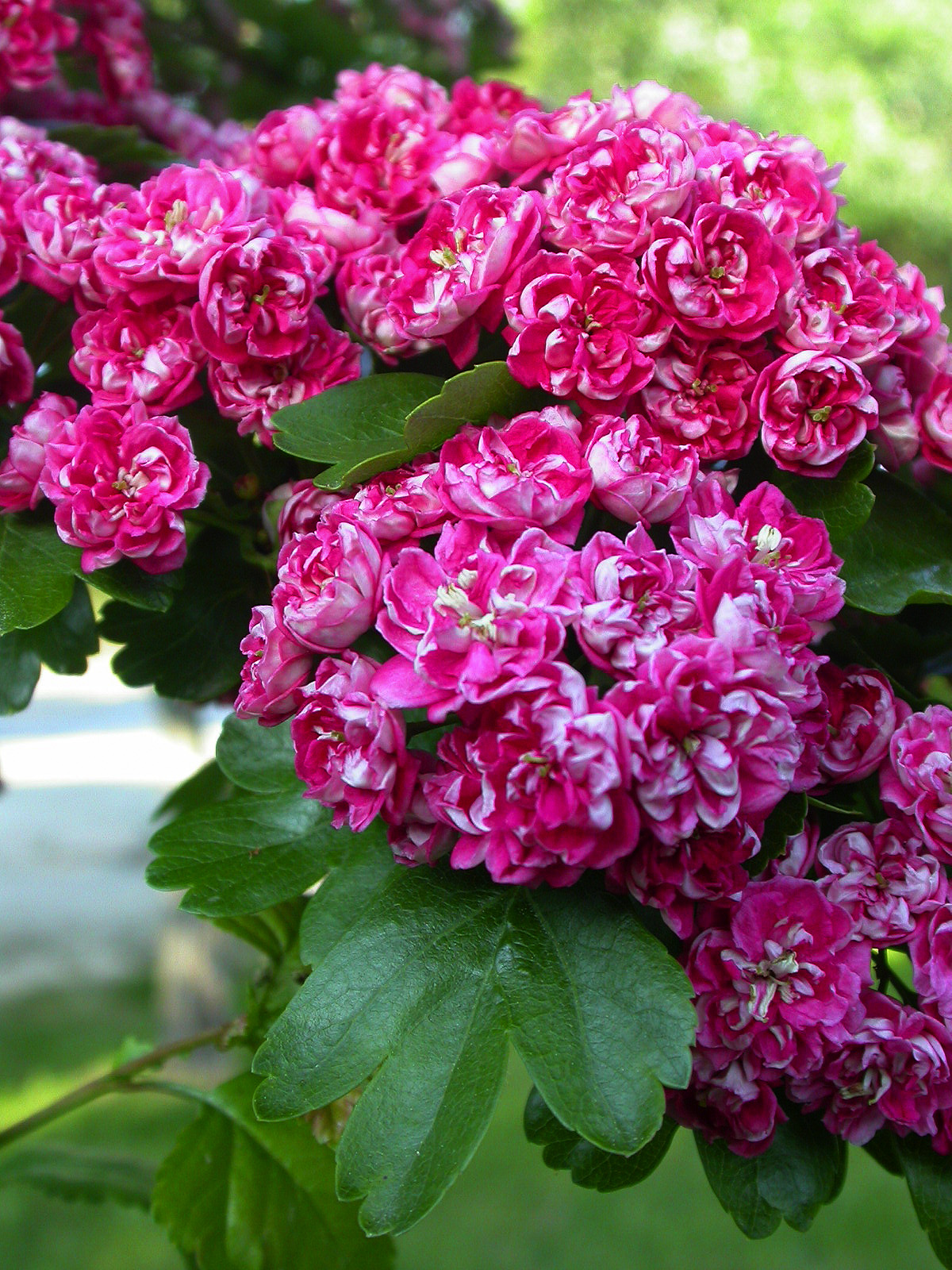
C. laevigata 'Paul's Scarlet'

A pirosvirágú galagonyának is nevezett 'Paul's Scarlet' változatot kerti dísznövényként ültetik, májusban nyílnak fényes, telt, vörös virágai.

## Felhasználása
A cseregalagonyát a szív izgalmi állapotának (rohamokkal járó szapora szívverés, extraszisztolé stb.) kezelésére javasolják, olyan felnőtt betegeknek, akiknek egészséges a szíve. Szervi szívbaj esetén csak kiegészítő kezelésként használják. Enyhe szívelégtelenség esetén is ajánlott, például jóindulatú koszorúér-elégtelenség vagy az idős szív fáradtságának kezelésére. Végül a központi idegrendszerre gyakorolt nyugtató hatása miatt, sokszor az orvosi macskagyökérrel (Valeriana officinalis L.) együtt, felnőttek és gyerekek enyhe alvászavarainak tüneti kezelésére használatos.

### Gyógyhatása
A kutatások igazolták a cseregalagonya pozitív hatását a szív- és érrendszeri betegségek kezelésében. A szívizom káliumpumpájára hatva erősíti azt, és szabályozza ritmusát. Növeli a koszorúerek véráramlását is. Simaizom-ellazító hatása csökkenti a feszültséget. Értágítóként mérsékli a hajszálerek ellenállását. Végül, mivel csillapítja az erős szívdobogást, a cseregalagonya nyugtató hatást fejt ki a központi idegrendszerre.
A szívre gyakorolt erős hatása miatt csak szakorvos (kardiológus) tanácsára alkalmazza! A növény kivonatait is kizárólag orvosi rendelvényre fogyassza!